# مذبحة الروهينغا في 1942
خلال الحرب العالمية الثانية انسحب البريطانيون من بورما تحت ضغط هجمات الجيوش اليابانية تاركين ورائهم فراغا في الحكم، فاندلعت أعمال عنف كبيرة، منها ماهو بين قرى الراخين البوذية والروهنجية المسلمين، ومنها مابين جماعات موالية لبريطانيا وقوميين بورميون. فعند انسحابهم من بورما قام البريطانيون بتسليح جماعات مسلمة في شمال أراكان لإنشاء منطقة عازلة تفصلهم عن الغزاة اليابانيين. فقد دعم الروينجية الحلفاء في حربهم تلك بمساعدتهم في استكشاف العمق الياباني. فتعرض الآلاف منهم لفظائع من اليابانيون، حيث أفرطوا فيهم بالقتل والاغتصاب والتعذيب. ويعتقد أنه عبر في تلك الفترة 22 ألفا روهنجيا الحدود إلى ولاية البنغال التي هي جزء من الهند البريطانية هربا من العنف. أما إجمالي الروهنجية الذين فروا إلى شيتاغونغ بعد تكرار مجازر البورميون والقوات اليابانية لهم هو 40 ألفا.

## وصلات خارجية
- History of the Rohingya People at هيومن رايتس ووتش